# Musée des mariniers
Installé dans l'ancienne Chapelle Saint-Sornin (XIIe siècle) de Serrières (Ardèche), le musée des mariniers expose de juin à septembre des collections traitant de la batellerie sur le fleuve Rhône, comme des croix de mariniers, d'ancien plastrons de joute nautique.
 
L'édifice est une attraction en lui-même, avec sa charpente de châtaignier (XIVe siècle) construite en « cul de barque », et les peintures murales mises au jour récemment, dont certaines du XIVe siècle.